# 周浦駅 (上海市)
座標: 北緯31度6分59秒 東経121度33分48.29秒 / 北緯31.11639度 東経121.5634139度
周浦駅（しゅうほえき）は中華人民共和国上海市浦東新区周浦鎮、年家浜路と滬南公路の交差点にある、上海軌道交通18号線の駅で、2020年12月26日に開通した。

## 駅構造
島式ホーム1面2線の地下駅で、出口は4箇所ある。

## 駅出口
- 1号出口 - 滬南公路、年家浜路
- 2号出口 - 年家浜路
- 3号出口 - 滬南公路
- 5号出口 - 滬南公路

## 隣の駅
上海軌道交通
 18号線
康橋駅 - 周浦駅 - 繁栄路駅